# (7842) Ishitsuka
(7842) Ishitsuka est un astéroïde de la ceinture principale.

## Description
(7842) Ishitsuka est un astéroïde de la ceinture principale. Il fut découvert le 1er décembre 1994 à Kitami par Kin Endate et Kazuro Watanabe. Il présente une orbite caractérisée par un demi-grand axe de 2,29 UA, une excentricité de 0,22 et une inclinaison de 5,2° par rapport à l'écliptique.

## Compléments